# Lijst van rivieren in Oekraïne

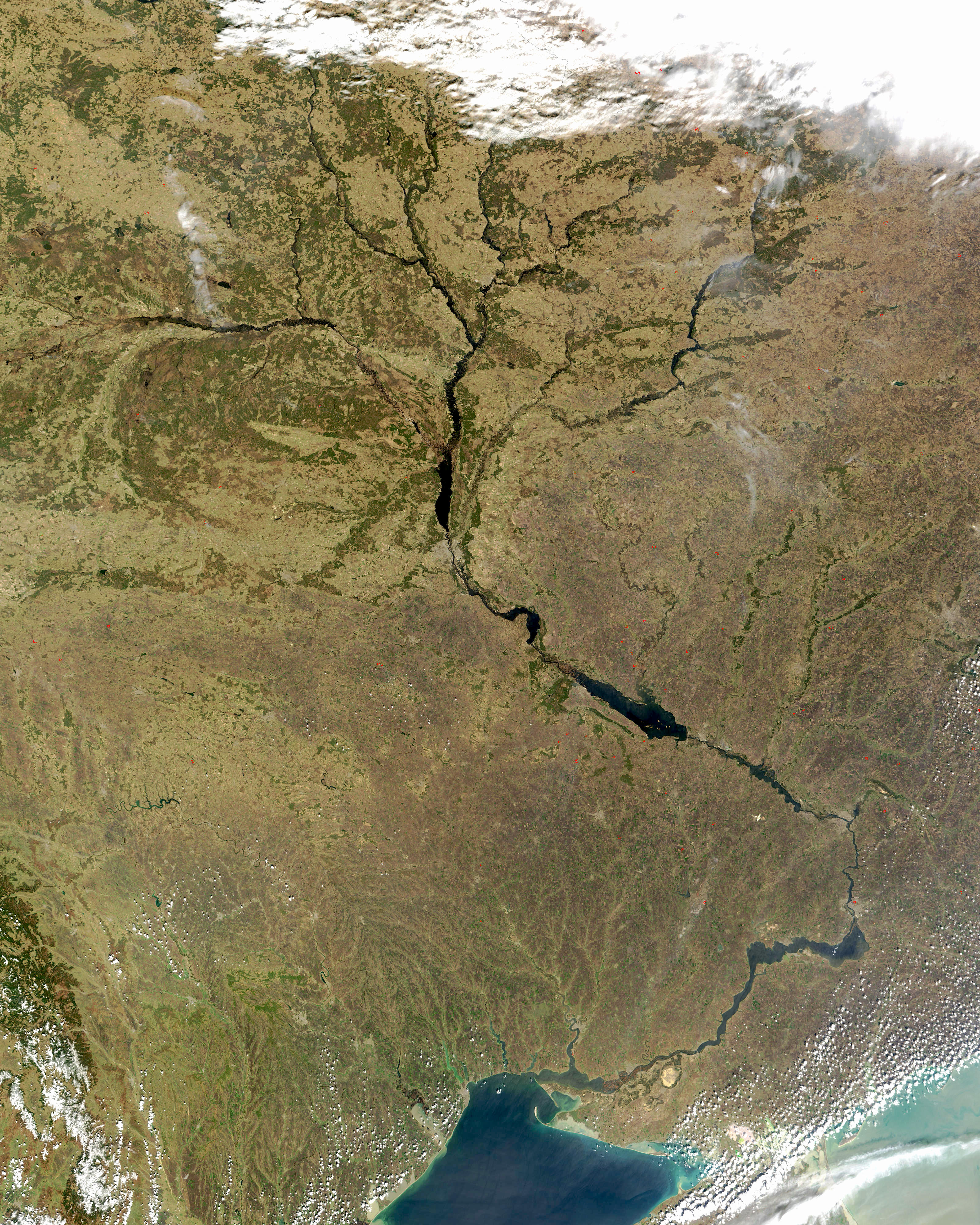
Een satellietfoto van de Dnjepr gemaakt door de NASA

De Dnjepr stroomt door vele steden. In Kiev werden zeven verschillende bruggen gebouwd over de Dnejpr

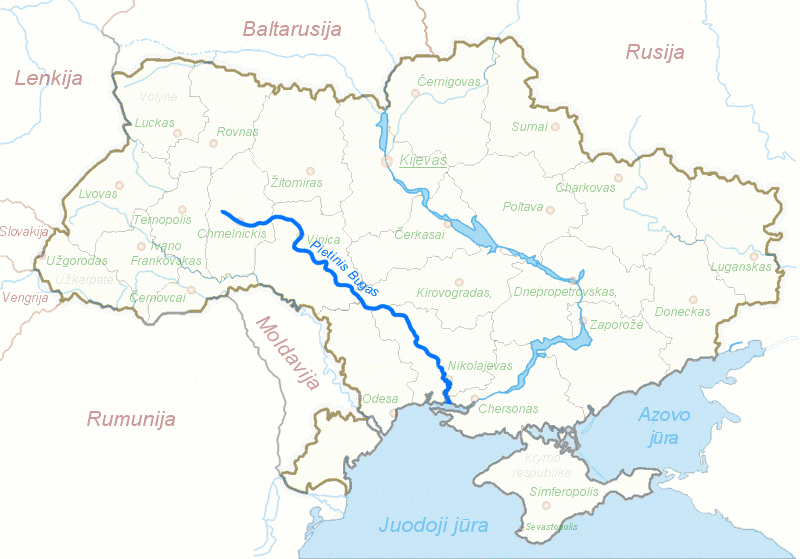
Een kaart van de Zuidelijke Boeg in het Litouws

De lijst van rivieren in Oekraïne bevat een overzicht van de belangrijkste rivieren en zijrivieren in Oekraïne.
De rivieren staan gesorteerd van west naar oost. De vetgedrukte rivieren zijn oftewel belangrijke rivieren oftewel meer dan 1.000 kilometer lang.
- San (433 km; 16.861 km²; Wisła)
- Oezj (127 km; 2750 km²; Laborec)
- Westelijke Boeg (772 km; 39.420 km²)
  - Poltva
- Donau (2.888 km; 817.000 km²)
  - Proet (953 km; 27.500 km²)
  - Tsjeremosj (167 km; 2.560 km²)
  - Latorytsja (188 km; 3.130 km²; Bodrog)
- Dnjestr (1.362 km; 72.100 km²)
  - Stryi (231 km; 3.055 km²)
  - Zbroech (247 km; 3.300 km²)
  - Tysmenytsja
    - Seret

  - Bystrytsja (183 km;2.375 km²)
  - Strypa (147 km;1.610 km²)
    - Vosushka
- Zuidelijke Boeg (806 km; 63.700 km²)
  - Inhoel (300 km)
  - Vovk
- Molotsjna (197 km; 3.450 km²)
- Dnjepr (2.290 km; 516.300 km²)
  - Inhoelets (549 km; 14.870 km²)
  - Bazavloek
  - Bilozerka
  - Konka (146 km; 2 580 km²)
  - Samara (320 km; 22.600 km²)
    - Byk

  - Vorskla (464 km; 14.700 km²)
  - Psel (717 km; 22.800 km²)
  - Soela (365 km; 19.600 km²)
    - Romen (111 km; 1.645 km²)

  - Soepij
  - Tjasmyn (164 km; 4.570 km²)
  - Ros' (346 km; 12.575 km²)
  - Troebizj (113 km; 4.700 km²)
  - Stoehna (68 km)
  - Desna (1.130 km; 88.900 km²)
    - Oster (199 km; 2.950 km²)
    - Seim (748 km; 27.500 km²)
    - Soedost (208 km; 5.850 km²)

  - Irpin (162 km;)
  - Teteriv (365 km; 15.100 km²)
  - Pripjat (710 km)
    - Horyn (659 km; 22.700 km²)
      - Sloech (451 km; 13.800 km²)

    - Oezj (256 km; 8.080 km²)
    - Styr (494 km; 13.100 km²)
- Mioes (258 km; 1190 km²)
- Kalmioes (209 km; 5.070 km²)
  - Kaltsjyk
- Alma (83 km)
- Salhyr (204 km; 3.750 km²)
- Tsjorna
- Oetsjan-Soe
- Severski Donets (1.053 km; 98.900 km²; Don)
  - Oedy
    - Lopan
      - Charkov